# Pterocactus skotssbergii
Pterocactus skotssbergii là một loài thực vật có hoa trong họ Cactaceae. Loài này được (Britton & Rose) Backeb. miêu tả khoa học đầu tiên.